# 陳愷 (明朝)
陳愷（1442年—1501年），字企元，南直隸蘇州府太倉州人，明朝政治人物。

## 生平
陳愷在成化四年（1468年）中戊子科應天鄉試舉人，二十年（1484年）成進士，弘治元年（1488年）獲授兵部武選司主事，六年陞署員外郎，是冬實授。八年陞署郎中，九年實授，進階奉政大夫。十四年內都在武選司任職，專心奉公斷絕干謁；當時朝廷討論武臣世襲消耗糧食，故旁支及犯罪者不得襲職，他則認為法則過分嚴苛，向兵部尚書馬文升說：「凡同宗出自立功者授職，犯法褫奪世職，本支連坐。現在有武官兒子尚未承襲，因為干犯強盜罪而死，其弟弟年幼，按例犯強盜罪者的子孫不得承襲。我認為兄長雖然為盜，但未授官，其弟就不是盜賊子孫，應該視父親世職降一級襲封。」馬文升同意，上奏後成為新例。不久有詔令大臣薦舉屬下，馬文升就推薦他，他卻患病去世。卒年六十，時弘治十四年辛酉二月七日。

## 家族
曾祖陳福一，祖父陳頴，俱不仕。父陳傑，以子貴，纍贈武選郎中。妣龔氏，纍贈宜人。娶許氏，封宜人。生二女，長適學生魏瓛，次許贅查玄復。以從弟陳胤之子爲後。

## 引用
- 吴宽《兵部武選清吏司郎中陳君墓誌銘》

1. 1 2  民國《太倉州志·卷十八·人物二》：陳愷，字企元，成化二十年進士，授兵部武選司主事，厯郎中，前後十四年不離武選，一意奉公斷絕私謁，時議武臣世襲徒坐耗，凡旁支及犯罪不得襲，愷謂法太過，白尚書馬文升：「凡同宗出自立功者授職，作姦褫職者，本支則坐。有武官子未及承襲犯強盜死，其弟幼，於例犯強盜者子孫不得承襲，愷以為兄為盜且未授官，弟固非為盜者子孫，宜視父職降一級。」文升韙其議奏為令，詔大臣各舉其屬，文升遂薦愷材可備方岳之任，會暴疾卒。
2. ↑  民國《太倉州志·卷十·選舉》：（成化）四年戊子科（舉人）……陳愷 見進士……二十年甲辰科（進士）……陳愷 有傳